# Astydameia (Tochter des Phorbas)
Astydameia (altgriechisch Ἀστυδάμεια Astydámeia) ist eine Figur der griechischen Mythologie.
Sie ist die Tochter des Phorbas, Ehefrau des Kaukon und Mutter des Lepreos.